# 안도라 대평의회
안도라 대평의회(카탈루냐어: Consell General d'Andorra)는 안도라의 의회이다.